# Ladínia
La Ladínia és una nació dividida entre les províncies italianes de Belluno, Bozen (Tirol del Sud), i Trento.
La zona pren el nom dels seus habitants, els ladins, poble que parla la llengua ladina, parla del grup reto-romànic de les llengües romàniques. Tot i l'alt grau d'identificació amb la terra nadiua, encara no tenen cap reconeixement oficial a nivell de comunitat.

## Territori

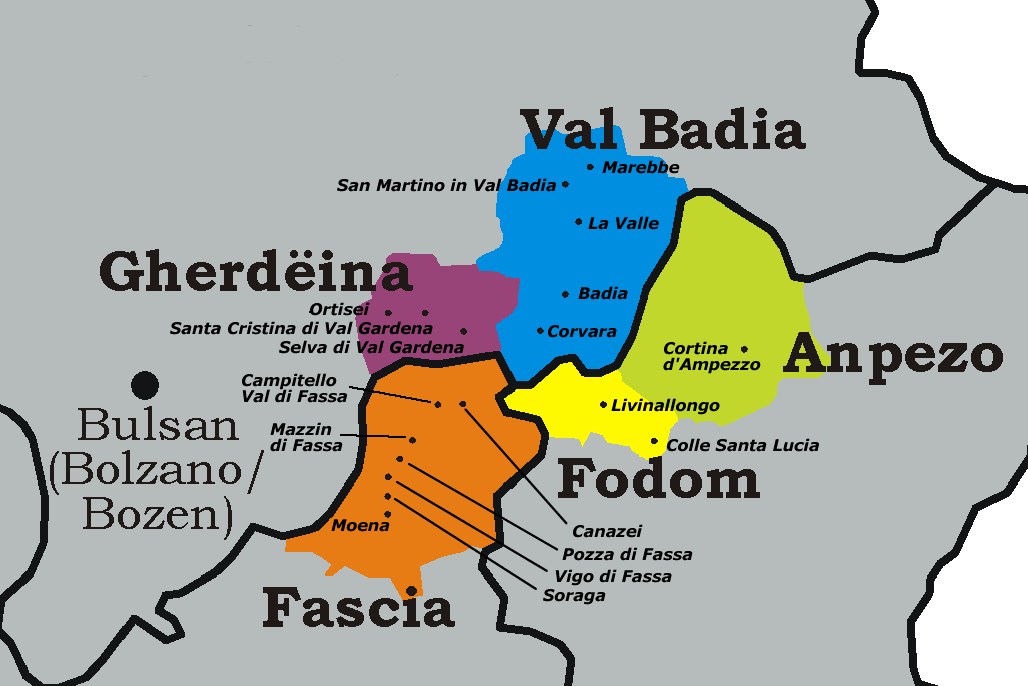
Ladínia

El territori de la Ladínia ocupa proximadament uns 1.200 km², a la zona dels Dolomites, on han habitat les cinc valls ladines: Vall de Fascia a Trentino, Gherdëina i Val Badia al Tirol del Sud, i Fodom i Anpezo al Vèneto.
Administrativament, la Ladínia és dividida entre dues regions italianes, tres províncies i 18 municipis, tots de petites dimensions.
|                          | Nom italià/alemany                       | Província | Vall      | Població | Altitud | Superfície |
| ------------------------ | ---------------------------------------- | --------- | --------- | -------- | ------- | ---------- |
| Badia                    | Badia/Abtei                              | BZ        | Badia     | 3.017    | 1.330   | 82         |
| Cianacei                 | Canazei                                  | TN        | Fascia    | 1.819    | 1.468   | 42         |
| Ciampedel                | Campitello di Fassa                      | TN        | Fascia    | 732      | 1.448   | 31         |
| Col                      | Colle Santa Lucia                        | BL        | Fodom     | 418      | 1.207   | 26         |
| Cortina de Anpezo        | Cortina d'Ampezzo                        | BL        | Anpezo    | 6.100    | 1.211   | 255        |
| Corvara                  | Corvara in Badia/Kurfar (†)              | BZ        | Badia     | 1.266    | 1.568   | 24         |
| Fodom                    | Livinallongo del Col di Lana             | BL        | Fodom     | 1.417    | 1.475   | 23         |
| La Val                   | La Valle/Wengen                          | BZ        | Badia     | 1.251    | 1.353   | 73         |
| Mareo                    | Marebbe/Enneberg                         | BZ        | Badia     | 2.684    | 1.193   | 25         |
| Mazin                    | Mazzin di Fassa                          | TN        | Fascia    | 440      | 1.372   | 19         |
| Moena                    | Moena                                    | TN        | Fascia    | 2.597    | 1.184   | 67         |
| Poza                     | Pozza di Fassa                           | TN        | Fascia    | 1.785    | 1.325   | 39         |
| Santa Cristina Gherdëina | Santa Cristina Valgardena/St. Christina  | BZ        | Gherdëina | 1.741    | 1.428   | 99         |
| San Martin de Tor        | San Martino in Badia/St. Martin in Thurn | BZ        | Badia     | 1.690    | 1.125   | 161        |
| Sëlva                    | Selva di Val Gardena/Wolkenstein         | BZ        | Gherdëina | 2.524    | 1.563   | 15         |
| Sorega                   | Soraga                                   | TN        | Fascia    | 677      | 1.453   | 53         |
| Urtijëi                  | Ortisei/St. Ulrich                       | BZ        | Gherdëina | 4.499    | 1.236   | 30         |
| Vich                     | Vigo di Fassa                            | TN        | Fascia    | 1.054    | 1.382   | 76         |